# Tiarosporella tritici
Tiarosporella tritici är en svampart som beskrevs av B. Sutton & Marasas 1976. Tiarosporella tritici ingår i släktet Tiarosporella, ordningen disksvampar, klassen Leotiomycetes, divisionen sporsäcksvampar och riket svampar.   Inga underarter finns listade i Catalogue of Life.